# モノクロトホス
モノクロトホス（Monocrotophos）は有機リン系殺虫剤である。鳥やヒトに対して急性毒性があるため、米国、EU、インド、その他多くの国で禁止されている。

## 使用
モノクロトホスは、比較的安価な農薬として、主に農業で使用されている。しかし、自殺を実行するためのツールとしてもしばしば使用される。 キュウリの農薬として使用されている。
モノクロトホスは、23名の生徒が死亡したビハール州の学校給食中毒事件の原因であると考えられている。彼らは2013年7月にインドのサラン地区で州が提供する学校給食を食べた。これはこの農薬の容器に入れられた油で調理された。

## 毒性

### 野生動物に対して
アルゼンチンでのアレチノスリ (Swainson's Hawk) の大規模な死を含む、広範囲にわたる鳥の死は、モノクロトホスの使用に起因している。

### 糖尿病
Genome Biologyに発表された研究では、研究者は腸内細菌叢が有機リン系殺虫剤の糖尿病誘発効果を媒介することを実証した。彼らは研究で典型的な有機リン酸エステルとしてモノクロトホスを使用し、慢性的な摂取中に、モノクロトホスが腸内細菌叢によって分解され、最終産物が耐糖能障害の原因となる糖新生を介してグルコースに変換されることを示した。 すべての研究は、マドゥライの村からのヒトのサンプルで検証された。

### 心毒性
最近の研究では、WistarラットにLD50投与量の1/50のモノクロトホス (0.36 mg/kg体重) を強制経口投与で3週間毎日経口投与した。モノクロトホスを投与された動物は、血中に軽度の高血糖および脂質異常症を示した。心臓の酸化ストレスは、タンパク質のカルボニルの蓄積、脂質過酸化およびグルタチオンの生成によってもたらされた。心臓マーカー (cTn-I、CK-MB、LDH) は血漿中のレベルの上昇を示し、これは心臓組織の損傷を示している。心臓組織の組織病理学は、非特異的な炎症性変化の兆候と筋線維間の浮腫を示すことにより、モノクロトホスによって誘発された組織損傷を証明した。したがって、この予備研究の結果は、ラットにおける長期のモノクロトホス摂取の心毒性効果を示しており、モノクロトホスが独立した強力な環境心血管リスク因子である可能性があることを示唆している。 

### 急性効果
神経成長因子（50 ng/ml) がPC12細胞で機能的な細胞分化を誘発することが報告されている。モノクロトホスに暴露されたPC12細胞でミトコンドリアを介したアポトーシスを示す研究が実施された。活性酸素種、過酸化脂質、およびグルタチオンジスルフィド /還元グルタチオンの比率の有意な誘導が、選択された用量のモノクロトホスに暴露された細胞で観察された。PC12細胞をモノクロトホスに暴露した後、タンパク質およびmRNAのカスパーゼ-3、カスパーゼ-9、BAX、p53、p21、p53アポトーシスのアップレギュレートされたモジュレーター( PUMA)、およびシトクロムcは有意にアップレギュレートであったが、Bcl-2、Bcl-w、およびMcl-1はダウンレギュレートされた。TUNELアッセイ、DNAラダーリング、および小核試験は、PC12細胞を長期間高濃度（10-5 M）のモノクロトホスへ暴露することが、壊死細胞の数の増加により、アポトーシスイベントの数を減らす事を示している。細胞質とミトコンドリアの間のBAXおよびシトクロムcタンパク質のモノクロトホス誘導性移行により、ミトコンドリア膜の透過性におけるモノクロトホスの役割が確認された。ミトコンドリアを介したアポトーシス誘導は、カスパーゼカスケードの活性の増加によって確認された。これらのアポトーシスの変化は、PC12細胞をモノクロトホス (10-5 M) に暴露した場合、選択されたシトクロムP450（CYP1A1/1A2、2B1/2B2、2E1）の発現レベルの上昇と相関している可能性がある。

## 日本
毒物劇物取扱法によって、劇物と指定された。